# La Hoz (Albacete)
La Hoz es una localidad española del municipio de Alcaraz, perteneciente a la provincia de Albacete, en la comunidad autónoma de Castilla-La Mancha.

## Historia
Hacia mediados del siglo XIX, el lugar, ya por entonces perteneciente a Alcaraz, tenía contabilizadas 30 casas. Aparece descrito en el noveno volumen del Diccionario geográfico-estadístico-histórico de España y sus posesiones de Ultramar de Pascual Madoz de la siguiente manera:

HOZ: ald. de 30 casas en la prov. de Albacete, part. jud. y térm. jurisd. de Alcaraz.
(Madoz, 1847, p. 251)

En 2022, tenía empadronados 8 habitantes.